# Grease 2
Pour les articles homonymes, voir Grease.
 (janvier 2023).
Si vous disposez d'ouvrages ou d'articles de référence ou si vous connaissez des sites web de qualité traitant du thème abordé ici, merci de compléter l'article en donnant les références utiles à sa vérifiabilité et en les liant à la section « Notes et références ».
Série
Grease
(1978)
Pour plus de détails, voir Fiche technique et Distribution.
Grease 2 ou Brillantine 2 au Québec est un film américain réalisé par Patricia Birch et sorti en 1982. Il constitue la suite de Grease (1978) de Randal Kleiser.

## Synopsis
Deux ans après l'aventure de Sandy à la Rydell High School, les élèves de l'école accueillent Michael, le cousin de Sandy. Celui-ci tombe amoureux de Stephanie Zinone, la meneuse des Pink Ladies. Pour lui plaire il est prêt à tout et, sans dévoiler son identité, apprend à piloter une moto mieux que quiconque. Quand Stephanie le voit, elle tombe amoureuse du motard "cool" de ses rêves et tente par tous les moyens de le retrouver, ce qui se produit à plusieurs reprises.
Malheureusement, Johnny, l'ex de Stéphanie décide de couper court à l'idylle, car celui-ci est  jaloux. Le règlement des Pink Ladies menace également les amoureux. Au moment où Michael allait révéler son identité à Stéphanie, Johnny le poursuit avec l'aide des T-Birds et Michael tombe d'une falaise. Stéphanie est persuadée qu'il est mort. Qu'adviendra-t-il des amoureux...

## Fiche technique
- Titre original et français : Grease 2
- Titre québécois : Brillantine 2
- Réalisation : Patricia Birch
- Scénario : Ken Finkleman, d'après la comédie musicale Grease de Jim Jacobs et Warren Casey (en)
- Directeur de production : Neil A. Machlis
- Musique : Louis St. Louis
- Photographie : Frank Stanley
- Montage : John F. Burnett
- Décors : Gene Callahan
- Costumes : Robert De Mora
- Maquillage : Del Acevedo
- Production : Allan Carr et Robert Stigwood ; Neil A. Machlis (associé) ; Bill Oakes (exécutif)
- Sociétés de production : Paramount Pictures
- Distribution : Paramount Pictures (États-Unis)
- Langue originale : anglais
- Format : Couleur - 35 mm - 2.35:1 - son Dolby Digital
- Pays d'origine :  États-Unis
- Genre : film musical, comédie romantique
- Durée : 115 minutes
- Budget : 13 200 000 $
- Dates de sortie :
  - États-Unis : 11 juin 1982
  - France : 18 août 1982

## Distribution
- Maxwell Caulfield (VF : Bernard Alane) : Michael Carrington
- Michelle Pfeiffer (VF : Élisabeth Wiener) : Stephanie Zinone
- Lorna Luft (VF : Isabelle Ganz) : Paulette Rebchuck
- Maureen Teefy (VF : Chris Vergé) : Sharon Cooper
- Alison Price : Rhonda Ritter
- Pamela Segall (VF : Séverine Morisot) : Dolores Rebchuck
- Adrian Zmed (VF : Bernard Murat) : Johnny Nogerelli
- Peter Frechette (en) : Louis DiMucci
- Christopher McDonald (VF : Henri Courseaux) : Goose McKenzie
- Leif Green (en) (VF : William Coryn) : Davey Jaworski
- Didi Conn (VF : Dominique Page) : Frenchy
- Eve Arden (VF : Paule Emanuele) : Principal McGee
- Sid Caesar (VF : Jacques Deschamps) : Coach Calhoun
- Dody Goodman : Blanche Hodel
- Tab Hunter (VF : Bernard Tiphaine) : Monsieur Stuart
- Dick Patterson : Monsieur Spears
- Connie Stevens (VF : Monique Thierry) : Madame Mason
- Eddie Deezen (VF : Gilles Tamiz) : Eugene Felnic
- Matt Lattanzi : Brad
- Jean Sagal : une fille dans la sororité
- Liz Sagal : une fille dans la sororité
- Dennis C. Stewart (VF : Alain Dorval) : Balmudo
- Brad Jeffries : Preptone
- Vernon Scott : Henry Dickey
- Steve M. Davison, Richard Epper, Pat Green, Freddie Hice, Steve Holladay, Gary Hymes, Mike Runyard et Scott Wilder : Cycle Lords
- Helena Andreyko, Ivy Austin, Lucinda Dickey, Sandra Gray, Vicki Hunter, Donna King, Evelyn Tosi et Dallace Winkler : danseuses
- Dennis Daniels, John Robert Garrett, Bernardo Hiller, Roy Luthringer, Charles McGowan, Aurelio Padrón, Andy Tennant et Tom Villard : danseurs

## Bande originale
En plus des titres présent sur la bande originale, on entend aussi dans le film les morceaux suivants :
- Brad (Christopher Cerf)
- Our Day Will Come (Bob Hilliard et Mort Garson), interprété par Ruby & The Romantics
- Rebel Walk (Duane Eddy et Lee Hazlewood), interprété par Duane Eddy

## Accueil

### Critiques
Le film obtient une note de 37 % sur Rotten Tomatoes, sur la base des critiques de 35 critiques, avec une note moyenne de 3,6⁄10. Le consensus sur le site indique : « Grease 2 est indéniablement rempli de chansons solides et de séquences de danse bien chorégraphiées, mais il est indéniable que c'est un rechapage flagrant de son prédécesseur beaucoup plus divertissant »[réf. nécessaire].

### Box-office
Au contraire du précédent opus avec Olivia Newton-John et John Travolta, Grease 2 a été un échec total, et fut très sévèrement jugé par les critiques, et ce dès son arrivée en salles[réf. nécessaire]